# Caire di Lauzet
Caire di Lauzet è una famiglia nobile di origine francese.

## Storia
Il 29 giugno 1358 il principe Luigi di Taranto, della dinastia degli Angiò, nominò il figlio del nobile Jean Marie Caire, Francesco-Maria, Nobilissimus ac Excellentissimus Lauzeti Dominus, ovvero Signore di Lauzet, località tutt'oggi esistente a pochi chilometri a sud di Barcelonnette. La nomina era dovuta a meriti di guerra.
Ad oggi, presso Le Lauzet, vi è un museo della storia della valle, che conserva lo stemma, in pietra arenaria, dei Caire di Lauzet. Da quel momento, fino al 1602, la famiglia Caire di Lauzet ebbe il comando del forte di Lauzet, con il titolo di Signori di Lauzet. I vari comandanti venivano nominati, di padre in figlio, dai Savoia.
Nel 1602, Pietro e Giovanni Caire di Lauzet si divisero, in seguito alla distruzione del castello di Lauzet ad opera dei francesi. Pietro si trasferì a Casale Monferrato, in Piemonte; Giovanni si trasferì invece a Nizza, in Francia. La linea francese dei Caire di Lauzet si è estinta intorno al 1980, quando morì l'ultima Caire di Lauzet, nonna dell'attuale discendente, Pierre de Boissieau, diplomatico francese (suo nonno, per via materna, era Charles De Gaulle, essendo la madre di Pierre figlia di De Gaulle), che vive e lavora tra Bruxelles e Parigi.
Pietro consegnò il proprio stemma a Torino nel 1613 con l'indicazione Cayre di Losetto (Nobili). Documento originale conservato all'archivio di Stato di Torino.
I discendenti di Pietro sono tuttora viventi ed alle arti della guerra hanno sostituito, a partire dal 1677 con la prima laurea in legge di Giovanni Pietro all'università di Mondovì, la professione forense/notarile.
In Casale Monferrato si trova oggi Palazzo Caire di Lauzet, di proprietà della famiglia.